# A Silvia
Silvia è una delle più famose liriche composte da Giacomo Leopardi.
Redatta a Pisa tra il 19 e il 20 aprile 1828, subito dopo Il risorgimento, venne poi trascritta in forma definitiva il 29 settembre e comparve nell'edizione dei Canti del 1831.
Come di consueto per il poeta di Recanati, il tema centrale è la distruzione delle speranze e delle illusioni giovanili.

## Analisi del testo

### La "vera" Silvia
Una consolidata tradizione, fondata anche su scritti dello stesso Leopardi, ha da sempre identificato Silvia in Teresa Fattorini, figlia del cocchiere di casa Leopardi, nata il 10 ottobre 1797 e morta prematuramente di tubercolosi nel settembre 1818: il nome che le viene dato nella poesia è tratto dall'Aminta di Torquato Tasso.
Leopardi ne parlò in un passo dello Zibaldone del giugno 1828:
(Giacomo Leopardi)
L'identificazione del personaggio, comunque, è poco rilevante per il senso complessivo della lirica; in tal senso il critico Giuseppe de Robertis commentò: «Teresa Fattorini, figliuola del cocchiere di casa Leopardi. Ma importava proprio dirlo? Silvia è soltanto un simbolo, e un divino simbolo, della morte della giovinezza e delle speranze».

### Silvia, cioèOlivi?
Il nome di Silvia, tuttavia, può derivare fattivamente anche dal ricordo del naturalista e poeta Giuseppe Olivi di Chioggia (Olivi e Silvia combaciano quattro lettere su cinque), morto di tisi a ventisei anni: il celeberrimo "limitare / di gioventù", tra l'altro, non può che derivare dal "limitar della gioventù" che si legge nell'Elogio funebre del giovane scritto da Melchiorre Cesarotti. La sillaba vi, inoltre, che fra i versi riecheggia per una ventina di volte (vedi qui sotto) e che si legge nel nome di Silvia, si legge pure nel nome dell'Olivi: cui si aggiungono, ben più sonanti, le rime in -ivi (fuggitivi salivi festivi schivi perivi), l'ultima delle quali è rima al mezzo.

### Spiegazione del testo

#### Prima, seconda, e terza strofa
Il testo di A Silvia si presta a una bipartizione interna: la prima parte, corrispondente alle prime tre strofe, è incentrata sulla rievocazione del passato e dell'ambiente di Recanati, mentre a partire dalla quarta strofa subentra la consapevolezza del presente e dell'arido «vero».
Già nei primi versi di A Silvia scaturisce la riflessione leopardiana sul ricordo. Se questo negli Idilli appariva come la fonte di un piacere doloroso, in grado di rattristare ma allo stesso tempo di confortare l'uomo, ora Leopardi matura definitivamente l'amara consapevolezza che il tempo trascorso è ormai irrecuperabile: il tema della rimembranza è qui rievocato dalla scelta del verbo (v. 1, «rimembri»), dall'aggettivo dimostrativo volutamente sfumato (v. 2, «quel [tempo]») il quale serve a collocare precisamente il vissuto di Silvia nel tempo, e infine dal ricorso del vocativo con nome personale. È utile, per comprendere la funzione del ricordo in Leopardi, consultare un passo dello Zibaldone nel quale il poeta afferma:
Silvia, che come già accennato nel paragrafo precedente è stata identificata in una tale Teresa Fattorini, morta tisica nel 1818, nel poema è introdotta nel fulgore del periodo giovanile, divisa tra l'entusiasmo proprio di quell'età della vita e l'incertezza per il futuro, oscuramente indefinito. Leopardi, in particolare, ricostruisce l'idillica atmosfera della casa paterna quando vi risuonava il canto di Silvia, che impegnava le proprie giornate primaverili dedicandosi ai lavori femminili e cantando inconsapevole del proprio destino (il «maggio odoroso» al v. 13 sottolinea proprio che l'aria è carica degli odori tipici della primavera). Non di rado Leopardi si fermava ad ascoltare il melodioso canto della fanciulla, interrompendo addirittura «gli studi leggiadri» e le «sudate carte», sui quali stava sacrificando le energie più fresche e spontanee della sua gioventù. Nessuna parola, a giudizio del poeta recanatese, era in grado di esprimere quello che allora sentiva nel cuore. Più che un sentimento d'amore per Silvia, qui Leopardi allude alla compartecipazione di una medesima situazione esistenziale: quella, per l'appunto, della giovinezza, periodo sereno e carico di aspettative ottimiste per il futuro, e non ancora travagliato da egoismo, crudeltà e sofferenze. Anche Karl Vossler notò che «qui non si tratta di un effettivo, sia pure inconfessato amore per lei ... Qualcosa di più profondo congiunge i due giovani: il sentimento di un destino comune, incosciente in lei, più potente e cosmicamente dilatato, ma inesprimibile anche in lui. È la speranza della giovinezza, ove amore e mondo consuonano».

#### Quarta, quinta, e sesta strofa
Segue l'amara consapevolezza di Leopardi della sua personale infelicità: il dolore era sempre presente nel suo animo, ma ora è vivificato dal rimpianto della giovinezza ormai perduta. Da questo momento innanzi ha inizio la parte meditativa dell'idillio, che comprende la quarta e quinta strofa. Nella quarta, in particolare, Leopardi, disilluso dal contrasto tra il mondo sognato e l'arido «vero», si pone due interrogativi destinati a non ricevere risposta: in particolare sferra un'acerba polemica contro la Natura, matrigna del genere umano, che dopo aver suscitato così tanti sogni e speranze nel cuore dei giovani non si impegna a concedere loro quanto spetterebbe di diritto. Secondo il critico Sebastiano Timpanaro, in particolare, la fine delle illusioni «non è più attribuita all'uomo che ha distrutto la saggia opera della natura, ma alla natura stessa, all'inesorabile vicenda biologica che condanna gli esseri viventi o alla morte immatura (con il rimpianto di non aver goduto la felicità sperata e di lasciare nel lutto i propri cari) o a una sopravvivenza non più allietata della speranza: Silvia e il poeta stesso rappresentano emblematicamente queste due possibili sorti dell'uomo».
Maturando queste tristi rimembranze Leopardi rivela il vero destino di Silvia e di tutto il genere umano. Il poeta diviene infatti consapevole che la gioventù è ormai irrimediabilmente passata, e che la vita non può che essere che dolore, come emerge dalla contrapposizione tra il «maggio odoroso» dei versi iniziali e il «verno» che pone tragicamente fine alla vita di Silvia: un contrasto analogo si rileva tra il «rimembri» della prima strofa, che sottintende ricordi di una raccolta, composta letizia, e il «sovviemmi» dell'ultima, drammatico presagio di sofferenza e di morte. Rivolgendosi nuovamente a Silvia, affettuosamente appellata «tenerella» (vezzeggiativo già in uso in ambienti melodrammatici e arcadici), Leopardi si strugge perché la fanciulla morendo prematuramente per il chiuso morbo (ovvero la tisi) non ha potuto godere la parte migliore dei suoi anni: la giovinezza, la lode per la sua capigliatura corvina, gli sguardi al contempo pudichi e innamorati, i discorsi d'amore con le compagne.
Nella sesta e ultima strofa Leopardi sottolinea che appena il mondo si presentò nella sua arida verità le sue illusioni giovanili perirono come farebbe una fragile creatura, proprio come Silvia. Se la fanciulla è morta ancora giovane, il poeta durante la sua giovinezza vide dileguarsi le speranze e le illusioni, che hanno lasciato il posto a una vita monotona e dolorosa, la quale nulla riserva al poeta se non la «fredda morte» del penultimo verso. La tomba, il vero destino comune dell'umanità, è qualificata dall'aggettivo ignuda, assai caro al poeta per denotare squallore e desolazione.

## Analisi metrica

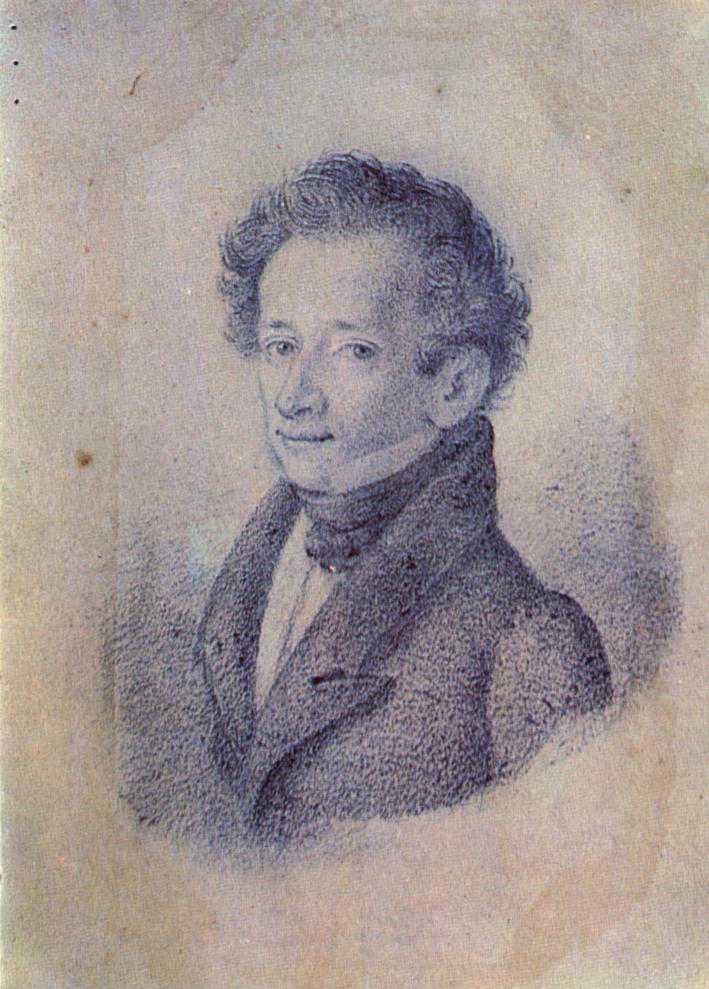
Luigi Lolli, Ritratto di Giacomo Leopardi (1826)

A Silvia risponde alla forma metrica della canzone libera, ed è composta da sei strofe di differente lunghezza, in cui si alternano endecasillabi e settenari. Vi sono ventisette versi privi di rima, mentre gli altri rimano liberamente; l'ultimo verso di ogni strofa, in particolare rima con uno dei precedenti della medesima stanza ed è sempre un settenario.
Di seguito sono riportate le figure retoriche presenti nell'idillio:
- Apostrofi v. 1: «Silvia»; v. 29: «o Silvia mia»; v. 36: «o natura, o natura»; v. 43: «o tenerella»; vv. 54-55: «cara compagna dell’età mia nova, mia lacrimata speme»; v. 61: «tu misera»;
- Numerosissime allitterazioni: è ripetuta varie volte la sillaba «vi», che compare anche nel nome «Silvia»: «vita» (v. 2), «fuggitivi» (v. 4), «salivi» (v. 6), «sedevi» (v. 11), «avevi» (v. 12), «solevi» (v. 13), «soavi» (v. 28), «perivi» (v. 42), «vedevi» (v. 42), «schivi» (v. 46), «festivi» (v. 47), «mostravi» (v. 63); si verificano anche allitterazioni delle lettere «t», «m» ed «n».
- Diversi enjambement: «sonavan le quiete / stanze» (vv. 7-8); «peria fra poco / la speranza mia dolce» (vv. 49-50); «negaro i fati / la giovanezza» (vv. 51-52); «questi / i diletti» (vv. 56-57); «la fredda morte ed una tomba ignuda / mostravi» (vv. 62-63);
- Chiasmi: «io gli studi leggiadri… e le sudate carte» (vv. 15-16); «fredda morte, tomba ignuda (v. 62)»;
- Metonimie: «sudate carte» (v. 16); «faticosa tela» (v. 22); «lingua mortal» (v. 27);
- Iperbati: «ove il tempo mio primo / e di me si spendea la miglior parte» (vv. 17-18); «agli anni miei anche negaro i fati / la giovanezza» (vv. 51-52);
- Climax: «che pensieri soavi, che speranze, che cori…» (vv. 28-29);
- Ossimoro: «lieta e pensosa» (v. 5);
- Epifrasi: «io gli studi leggiadri / talor lasciando e le sudate carte» (vv. 15-16);
- Zeugma: «porgea gli orecchi al suon della tua voce / e alla man veloce» (vv. 20-21);
- Anagramma: «Silvia…salivi» (vv. 1 e 6);
- Metafore: «il limitare di gioventù» (v. 5); «il fior degli anni tuoi» (v. 43);
- Parallelismo: «e quinci il mar da lungi, e quindi il monte» (v. 25);
- Geminatio: «o natura, o natura» (v. 36); «come, / come passata sei..» (v. 53);
- Anafore: «Che pensieri soavi, / Che speranze, Che cori» (vv. 28-29); «perché non rendi poi…./ perché di tanto…» (vv. 38-39); «questo è quel mondo? Questi / i diletti… / Questa la sorte…» (vv. 56-59)